# يوهان غوتفريد ياكوب هرمان
يوهان غوتفريد ياكوب هرمان (بالألمانية: Gottfried Hermann)‏ هو عالم لغوي كلاسيكي ألماني، ولد في 28 نوفمبر 1772 في لايبزيغ في ألمانيا، وتوفي بنفس المكان في 31 ديسمبر 1848.

## وصلات خارجية
- يوهان غوتفريد ياكوب هرمان على موقع الموسوعة البريطانية (الإنجليزية)